# Pociumbeni
Pociumbeni è un comune della Moldavia situato nel distretto di Rîșcani di 1.370 abitanti al censimento del 2004

## Località
Il comune è formato dall'insieme delle seguenti località (popolazione 2004):
- Pociumbeni (924 abitanti)
- Druţa (446 abitanti)